# Kayapa, İvrindi
Kayapa là một thị trấn thuộc huyện İvrindi, tỉnh Balıkesir, Thổ Nhĩ Kỳ. Dân số thời điểm năm 2010 là 1.91 người.